# John George Alexander Leishman

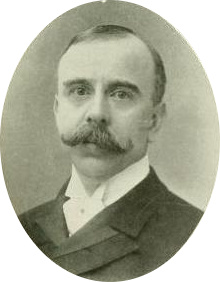
John George Alexander Leishman.

John George Alexander Leishman, född den 28 mars 1857 i Pittsburgh, död den 27 mars 1924 i Monte Carlo, var en amerikansk diplomat.
Leishman var 1881–1897 affärsman i stålbranschen, först under egen firma, sedan som delägare i och till sist president för Carnegie Steel Company samt tillhörde inom politiken det republikanska partiet. Han övergick 1897 till den diplomatiska banan, var 1897–1901 envoyé i Bern, 1901–1906 envoyé och 1906–1909 ambassadör i Konstantinopel, förflyttades sistnämnda år som ambassadör till Rom och därifrån, i augusti 1911, i samma egenskap till Berlin. Leishman var USA:s ambassadör i Tyskland till 1913 och drog sig sedan tillbaka till privatlivet i Pittsburgh.